# Turbine à gaz à cycle fermé

Schéma d'une turbine à gaz à cycle fermé
Ensemble compresseur C et turbine T
échangeur de chaleur haute température w
échangeur de chaleur basse température ʍ
charge mécanique ~, par exemple générateur électrique

Une turbine à gaz à cycle fermé (en anglais: Closed-cycle gas turbine, ou CCGT) est une turbine qui utilise un gaz (par exemple de l'air, de l'azote, de l'hélium, de l'argon,, etc.) comme fluide de travail dans le cadre d'un système thermodynamique fermé. La chaleur est fournie par une source externe. Ces turbines à recirculation suivent un cycle de Brayton.

## Contexte
Le brevet initial pour une turbine à gaz à cycle fermé a été délivré en 1935 et la technologie a été utilisée commercialement pour la première fois en 1939. Sept CCGT ont été construites en Suisse et en Allemagne en 1978. Historiquement, les CCGT ont été principalement utilisées comme moteurs à combustion externe « avec des combustibles tels que le charbon bitumineux, le lignite et le gaz de haut fourneau », mais elles ont été remplacées par des turbines à gaz à cycle ouvert utilisant des combustibles plus propres (par exemple « le gaz naturel ou le fioul »), en particulier dans des systèmes à cycle combiné de grande efficacité. Les systèmes CCGT aéroportés ont démontré une grande disponibilité et fiabilité. Le système à base d'hélium le plus remarquable à ce jour a été Oberhausen 2, une centrale de cogénération de 50 mégawatts qui a fonctionné de 1975 à 1987 en Allemagne. Par rapport à l'Europe, qui est à l'origine du développement de la technologie, la CCGT n'est pas bien connue aux États-Unis.

## Énergie nucléaire
Des réacteurs refroidis au gaz alimentant des turbines à gaz à cycle fermé à base d'hélium ont été suggérés dès 1945. Le réacteur nucléaire expérimental ML-1 du début des années 1960 utilisait une CCGT à base d'azote fonctionnant à 0,9 MPa. Le réacteur modulaire à lit de boulets, qui a été annulé, était destiné à être couplé à une CCGT à l'hélium. Les réacteurs nucléaires du futur (réacteurs de 4e génération) pourraient utiliser une CCGT pour la production d'électricité. Par exemple Flibe Energy a l'intention de produire un réacteur à fluorure de thorium liquide couplé à une CCGT.

## Développement
Les turbines à gaz à cycle fermé sont prometteuses pour les générations futures de production d'énergie solaire à haute température et d'énergie de fusion.
Ils ont également été proposés comme technologie pour l'exploration spatiale à long terme.
Des turbines à gaz à cycle fermé au dioxyde de carbone supercritique sont en cours de développement. « Le principal avantage du cycle au CO2 supercritique est une efficacité comparable à celle du cycle de Brayton de l'hélium à une température nettement inférieure » (550 °C contre 850 °C), mais avec l'inconvénient d'une pression plus élevée (20 MPa contre 8 MPa). Les laboratoires Sandia (en anglais : Sandia National Laboratoires) ont pour objectif de développer une CCGT de démonstration au CO2 supercritique de 10 MWe d'ici 2019.